# Luis Gabriel Solís
Luis Gabriel Solís (Santa Fe, Argentina, 24 de junio de 1985) es un futbolista argentino. Juega como volante central en Olimpo del Torneo Federal A. Su primer equipo fue Colón de Santa Fe.

## Trayectoria
Gabriel Solís hizo las inferiores en Colón para luego ser transferido a Club Sportivo Independiente Rivadavia por 6 años. Luego llegó a Gimnasia de Jujuy. 
En la temporada 2012/2013 convirtió 2 goles, lo mismo pasó en la temporada 2013/2014 donde anotó otros 2 tantos.

## Clubes
| Club                    | País      | Año       | PJ  | G |
| ----------------------- | --------- | --------- | --- | - |
| CA Colón                | Argentina | 2005-2007 | 8   | 0 |
| Independiente Rivadavia | Argentina | 2007-2012 | 149 | 4 |
| Gimnasia de Jujuy       | Argentina | 2012-2015 | 104 | 4 |
| CSyA Guillermo Brown    | Argentina | 2016      | 13  | 1 |
| Cobresal                | Chile     | 2016-2017 | 25  | 0 |
| CSyA Guillermo Brown    | Argentina | 2017-2018 | 21  | 0 |
| Desamparados            | Argentina | 2018-2019 | 28  | 2 |
| Douglas Haig            | Argentina | 2019-2021 | 18  | 0 |
| Boca de Nelson          | Argentina | 2021-     | 4   | 0 |